# Acció Catalana Republicana
Acció Catalana Republicana (ACR) fou un partit polític català d'ideologia catalanista, republicana i liberal que existí durant els anys trenta. També va rebre el nom de Partit Catalanista Republicà i en diverses localitats el nom de Centre Catalanista Republicà. Fou creat el març de 1931 en fusionar-se Acció Catalana i Acció Republicana de Catalunya. Entre els membres més destacats del partit hi hagué Claudi Ametlla i Joaquim de Camps.

## Fundació del partit i crisi
Va néixer oficialment el 22 de març de 1931 amb el nom de Partit Catalanista Republicà a partir de la reunificació de dos partits que uns anys abans s'havien escindit: Acció Catalana i Acció Republicana de Catalunya (el directori comú, però, s'havia constituït ja el 7 de febrer). D'ideologia liberal i catalanista, la seva base electoral s'estenia per moltes comarques i era formada per intel·lectuals, personalitats de diverses professions liberals i burgesia en general. A Barcelona editaven La Publicitat i La Nau, dos diaris que gaudien de bona reputació.
Pocs dies després havien de tenir lloc les esperades eleccions municipals del 12 d'abril i els dirigents del nou partit tenien el convenciment que les guanyarien àmpliament i substituirien la Lliga Regionalista com a partit predominant de Catalunya. Per aquest motiu no acceptaren la proposta de formar coalició amb Esquerra Republicana de Catalunya, partit que també s'havia format pocs dies abans. Però el resultat inesperat fou una victòria aclaparadora d'ERC: l'ACR fou derrotada a la majoria d'ajuntaments. Malgrat això quan Francesc Macià proclamà la República Catalana el 14 d'abril va convidar Manuel Carrasco i Formiguera a formar part del govern provisional de Catalunya en nom del seu partit. Paral·lelament el president de l'ACR, Lluís Nicolau d'Olwer, fou nomenat ministre d'economia al govern provisional de Madrid.
Poques setmanes després, a les eleccions generals va obtenir només dos escons, un dels quals ocupà Nicolau d'Olwer. D’altra banda, diversos dirigents de l'ala més esquerrana van marxar cap a ERC per fer pinya amb el partit vencedor: Carles Pi i Sunyer, Josep Sunyol, Josep Tomàs i Piera, Antoni Rovira i Virgili, etc. I encara uns mesos després una altra tongada de dirigents abandonaren l'ACR per haver aprovat l'article 26 de la naixent constitució espanyola, el qual consagrava la laïcitat del nou estat i en regulava les relacions amb l'Església catòlica. Aquest cop eren els de l'ala més dretana: Manuel Carrasco i Formiguera, Lluís Vila i d'Abadal, Miquel Coll i Alentorn  i Jaume Bofill i Mates, els quals fundaren el partit cristià Unió Democràtica de Catalunya i s'endugueren amb ells el diari La Nau.

## Activitat durant la República
Malgrat tot, Acció Catalana Republicana va participar activament en l'elaboració i l'aprovació de l'Estatut de Catalunya i va obtenir un escó al Parlament. El març de 1933 el partit va canviar el seu nom pel d'Acció Catalana Republicana.
A les eleccions generals de 1933 va formar una coalició electoral amb el republicanisme espanyol i el testimonial PNRE (escissió d'ERC) la qual va fracassar notablement com la resta de partits d'esquerres en aquella contesa. A partir d'aquell moment l'ACR va buscar l'aliança amb ERC i no la competència: quan Lluís Companys formà un govern català de concentració republicana el gener de 1934 el dirigent Martí Esteve va entrar-hi com a conseller de Finances. Durant els fets del sis d'octubre de 1934 el partit donà suport al president Companys en la proclamació de l'Estat Català de la República Federal Espanyola.
El 1936 va formar part del Front d'Esquerres de Catalunya, la gran coalició electoral que aglutinava els partits republicans i progressistes per a les eleccions generals espanyoles de 1936. Foren elegits Lluís Nicolau d'Olwer, Josep Briansó, Eduard Ragasol, Claudi Ametlla i Martí Esteve, el qual fou reposat novament a la conselleria de finances.
Durant la guerra civil espanyola de 1936-1939 fou fidel a la república i la Generalitat i fou present al Comitè de Milícies Antifeixistes de Catalunya representada per Tomàs Fàbregas Valls. També participà en alguns dels governs de coalició del govern català. Després de la guerra civil es va dissoldre.